# Karine Schuler
Karine Schuler (Versalles, 29 de noviembre de 1968) es una deportista francesa que compitió en natación sincronizada. Ganó seis medallas en el Campeonato Europeo de Natación entre los años 1985 y 1989.

## Palmarés internacional
| Campeonato Europeo | Campeonato Europeo    | Campeonato Europeo | Campeonato Europeo |
| Año                | Lugar                 | Medalla            | Prueba             |
| ------------------ | --------------------- | ------------------ | ------------------ |
| 1985               | Sofía (Bulgaria)      | Medalla de oro     | Equipo             |
| 1987               | Estrasburgo (Francia) | Medalla de oro     | Dúo                |
| 1987               | Estrasburgo (Francia) | Medalla de oro     | Equipo             |
| 1989               | Bonn (RFA)            | Medalla de oro     | Dúo                |
| 1989               | Bonn (RFA)            | Medalla de oro     | Equipo             |
| 1989               | Bonn (RFA)            | Medalla de plata   | Solo               |